# Mortier de 240 mm M240
 (juillet 2023).
La mise en forme du texte ne suit pas les recommandations de Wikipédia : il faut le « wikifier ».
Les points d'amélioration suivants sont les cas les plus fréquents. Le détail des points à revoir est peut-être précisé sur la page de discussion.
- Les titres sont pré-formatés par le logiciel. Ils ne sont ni en capitales, ni en gras.
- Le texte ne doit pas être écrit en capitales (les noms de famille non plus), ni en gras, ni en italique, ni en « petit »…
- Le gras n'est utilisé que pour surligner le titre de l'article dans l'introduction, une seule fois.
- L'italique est rarement utilisé : mots en langue étrangère, titres d'œuvres, noms de bateaux, etc.
- Les citations ne sont pas en italique mais en corps de texte normal. Elles sont entourées par des guillemets français : « et ».
- Les listes à puces sont à éviter, des paragraphes rédigés étant largement préférés. Les tableaux sont à réserver à la présentation de données structurées (résultats, etc.).
- Les appels de note de bas de page (petits chiffres en exposant, introduits par l'outil «  Source ») sont à placer entre la fin de phrase et le point final[comme ça].
- Les liens internes (vers d'autres articles de Wikipédia) sont à choisir avec parcimonie. Créez des liens vers des articles approfondissant le sujet. Les termes génériques sans rapport avec le sujet sont à éviter, ainsi que les répétitions de liens vers un même terme.
- Les liens externes sont à placer uniquement dans une section « Liens externes », à la fin de l'article. Ces liens sont à choisir avec parcimonie suivant les règles définies. Si un lien sert de source à l'article, son insertion dans le texte est à faire par les notes de bas de page.
- La présentation des références doit suivre les conventions bibliographiques. Il est recommandé d'utiliser les modèles {{Ouvrage}}, {{Chapitre}}, {{Article}}, {{Lien web}} et/ou {{Bibliographie}}. Le mode d'édition visuel peut mettre en forme automatiquement les références.
- Insérer une infobox (cadre d'informations à droite) n'est pas obligatoire pour parachever la mise en page.

Pour une aide détaillée, merci de consulter Aide:Wikification.
Si vous pensez que ces points ont été résolus, vous pouvez retirer ce bandeau et améliorer la mise en forme d'un autre article.
Le M240 est un mortier soviétique de 240 mm, en service depuis les années 1950.

## Description
Le mortier se compose d'un canon à âme lisse avec une culasse et un cadre de bloc de culasse, un cadre avec des amortisseurs, un support avec des mécanismes d'équilibrage, un chariot de déplacement à deux roues avec suspension, une flèche pour passer du tir à la configuration de transport, une plaque de recul et une barre de remorquage avec une lunette. Les viseurs sont transportés séparément et ne sont montés sur le mortier que lors du tir. Les amortisseurs servent à protéger les viseurs des vibrations de tir et assurent également la liaison entre l'artillerie et la monture. Il est également utilisé lorsque la monture revient en position de chargement après le tir. La flèche assure la stabilité lors du tir et dispose également de deux treuils pour convertir le mortier du tir à la configuration de déplacement.
Il est monté sur un chariot à roues qui supporte l'affût et le canon comme dans un canon de campagne conventionnel. Contrairement à la plupart des autres mortiers, il n'y a pas de bipied. Le canon est monté à son centre de gravité dans des tourillons, ce qui permet d'abaisser le canon à l'horizontale pour le chargement.
Le M-240 a une portée minimale de 800 m et une portée maximale de 9 700 m. La traverse est limitée à 18°, tandis que l'élévation varie de +45 à +65°. Les organes de visée, d'élévation et de translation se trouvent sur le côté gauche du canon. Le mortier est normalement remorqué par la bouche d'abord grâce à un tracteur d'artillerie AT-P, AT-L ou AT-S, qui transporte également l'équipage de 11 hommes, à une vitesse maximale de 40 km/h. Des véhicules supplémentaires transportent les munitions et l'équipement de mise en place. A l'arrivée au poste de tir, qui doit se trouver sur un sol ferme, le mortier est détaché du tracteur et la lunette de remorquage est retirée. La grande plaque de base circulaire soudée est abaissée au sol et remplie de terre pour fournir une plate-forme de tir stable.
Le canon à âme lisse mesure 5,34 m de long et pour le chargement il est basculé en position horizontale. À l'extrémité inférieure du canon se trouve le bloc de culasse et le guide de projectile. La mise en action du M-240 prend au moins 25 minutes, un peu moins pour le déplacer après le tir. La masse en action est d'environ 4 150 kg. L'obus HE pèse 130 kg, dont 34 kg de charge utile (explosifs). L'obus, mesure près de 1,5 m de long, est amené au mortier sur un chariot à deux roues et une équipe de cinq personnes est utilisée pour le chargement. De grandes pinces de préhension sont utilisées pour soulever l'obus du chariot sur le rail de chargement, avec deux hommes sur chaque poignée et le cinquième stabilisant les ailettes. La munition est ensuite poussée dans le canon et la culasse est fermée. Le canon est alors relevé en position de tir. La cadence de tir est d'environ 1 coup par minute.

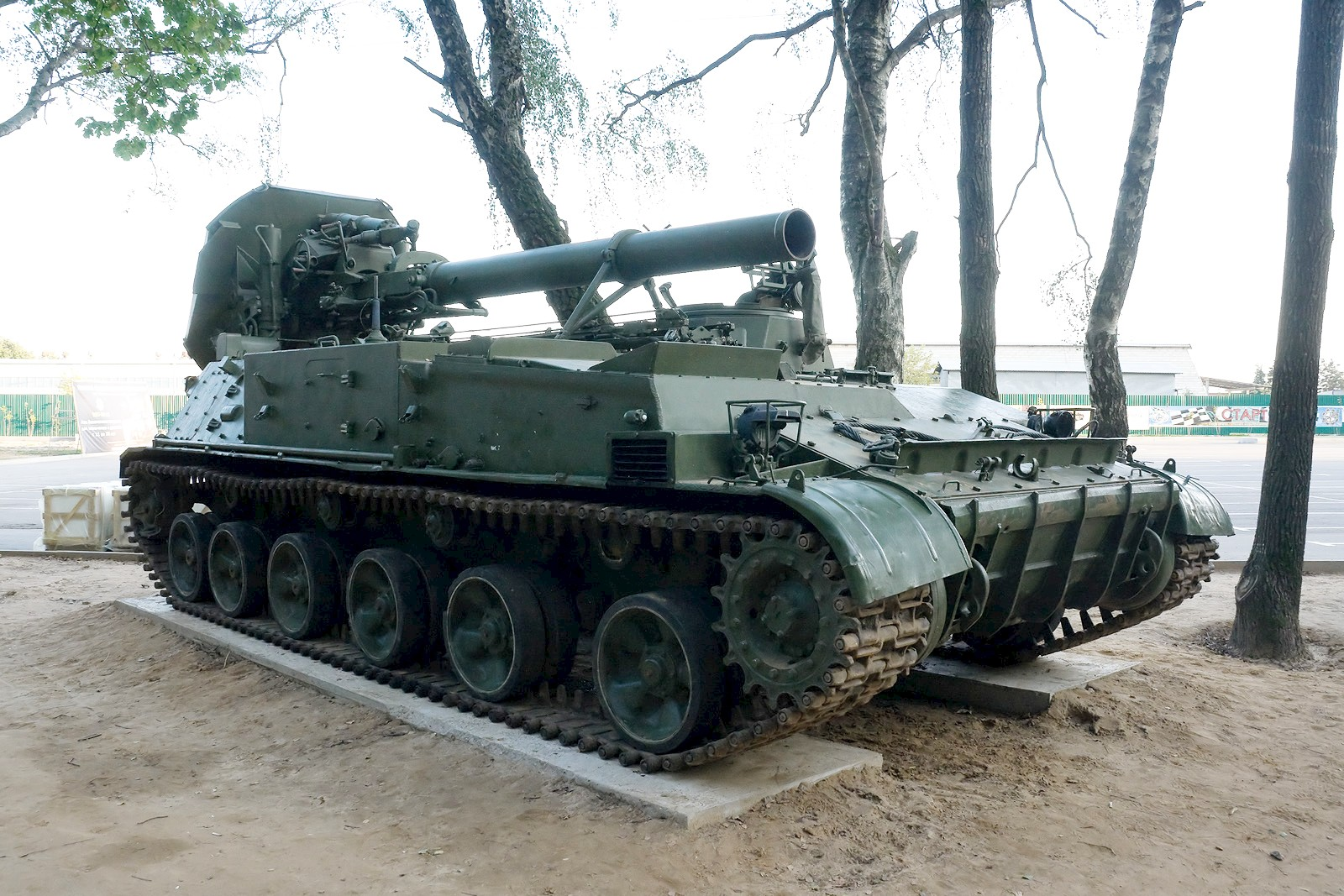
Un Tyulpan 2S4

Le mortier est également utilisé dans une configuration automotrice dans le cadre du 2S4 Tyulpan.

### Munitions spécialisées
En plus de la cartouche explosive F-864 standard utilisée par le M240, un certain nombre de munitions spécialisées existent pour le mortier de 240 mm  utilisant des moteurs de fusée 3M15 pour étendre la portée à 20 km. Les variantes incluent :
- 3F2 Gagara (obus explosif)
- 3O8 Nerpa (arme à sous-munitions, transporte 14 sous-munitions à retardement par parachute O-10 HE-FRAG)[4]
- 3B11 (obus nucléaire)
- Sayda (incendiaire)

L'Union soviétique a également développé des obus "Daredevil" à guidage laser pour des frappes de précision contre des fortifications.

## Historique opérationnel

### Guerre du Yom Kippour
L'armée syrienne a déployé des mortiers de 240 mm sur la ligne de front pendant la guerre du Yom Kippour. Le jour de l'ouverture de la guerre, ils ont frappé les avant-postes israéliens à Tel Fares et Hermon, réussissant à perturber la collecte de renseignements et les communications israéliennes. L'armée égyptienne a également utilisé des mortiers de 240 mm dans son assaut contre les fortifications du canal de Suez, privilégiant les obus lourds pour détruire les fortifications israéliennes.
Les mortiers de 240 mm étaient très redoutés car leurs énormes ogives étaient efficaces même contre des cibles à couvert. Les mortiers syriens ont continué à tirer sur Hermon après la fin officielle des hostilités et ont été surnommés «Goliaths» par les Israéliens à la fois en raison de leur taille et du nom de code d'un bunker souterrain en béton à partir duquel l'une des batteries tirait. Une source laisse entendre qu'un raid israélien secret a été lancé pour détruire cette position.

### Afghanistan
La première utilisation au combat par l'Union soviétique de mortiers de 240 mm remonte à 1985 lors de l'intervention soviétique en Afghanistan. Une batterie du 1074e bataillon d'artillerie de la 108e division de fusiliers à moteur a utilisé des mortiers de 240 mm remorqués par des tracteurs MT-LB contre les forces Muhajeddin d'Ahmed Shah Massoud dans la vallée de Charikorskoy et du Panjshir, y compris la première utilisation de "Daredevil" à guidage laser spécialisé. Après avoir rencontré des tirs de mitrailleuses DShK depuis l'une des forteresses de Massoud, la batterie de 240 mm a engagé la cible et l'a détruite en 12 à 15 minutes avec cinq à six coups, l'angle de tir élevé du mortier s'avérant efficace pour contourner les murs de la forteresse où des bombardements d'obusier de 122 mm avait échoué. Les troupes ont rapporté que le mortier était très précis et qu'un seul coup suffisait généralement pour détruire une cible; de plus, les obus lourds étaient peu affectés par les conditions météorologiques. Cependant, le mortier pouvait s'enrailler si le canon était sale ou endommagé.

### Guerre civile libanaise
Pendant la guerre civile libanaise, les mortiers M240 de 240 mm et les canons S-23 de 180 mm de l'armée syrienne ont bombardé l'est de Beyrouth en 1989 dans le cadre d'une offensive visant à déloger le chef de faction de l'armée libanaise chrétienne, le général Michel Aoun, faisant plus de 900 victimes.

### Guerre civile syrienne
L'armée syrienne a utilisé des mortiers remorqués M240 de 240 mm pendant la guerre civile syrienne à partir de 2012 contre la ville de Homs, ce qui en fait la plus grande arme de mortier utilisée dans la guerre contemporaine avant le début de la guerre en Ukraine. (Certains rapports ont cité l'utilisation de 2S4 Tyulpan à la place, mais leur présence n'a pas été confirmée, contrairement à celle du M240). L'utilisation de telles armes lourdes dans des zones civiles très peuplées a été confirmée pour la première fois par la dérive d'un obus de 240 mm explosé à Homs en 2012, soulevant un tollé d'organisations de défense des droits humains telles que Human Rights Watch. Plus tard, des vidéos ont documenté à la fois les tirs de mortiers de 240 mm et les obus atterrissant sur des bâtiments en Syrie.
Les rapports d'utilisation de mortier M240 se sont raréfiés après 2012, peut-être à cause de l'épuisement des stocks de munitions, mais en 2015 et 2016, les douilles explosées de deux douzaines d'obus 3O8 de 240 mm assistés par roquettes ont été identifiées dans la banlieue de Damas, ainsi que dans la Ghouta orientale. Accompagnés d'armes à sous-munitions à fragmentation O-10 non explosées, dont l'utilisation au combat n'avait jamais été confirmée auparavant, ce qui a amené certains à supposer que leur emploi pourrait refléter un soutien russe renouvelé.

## Les opérateurs

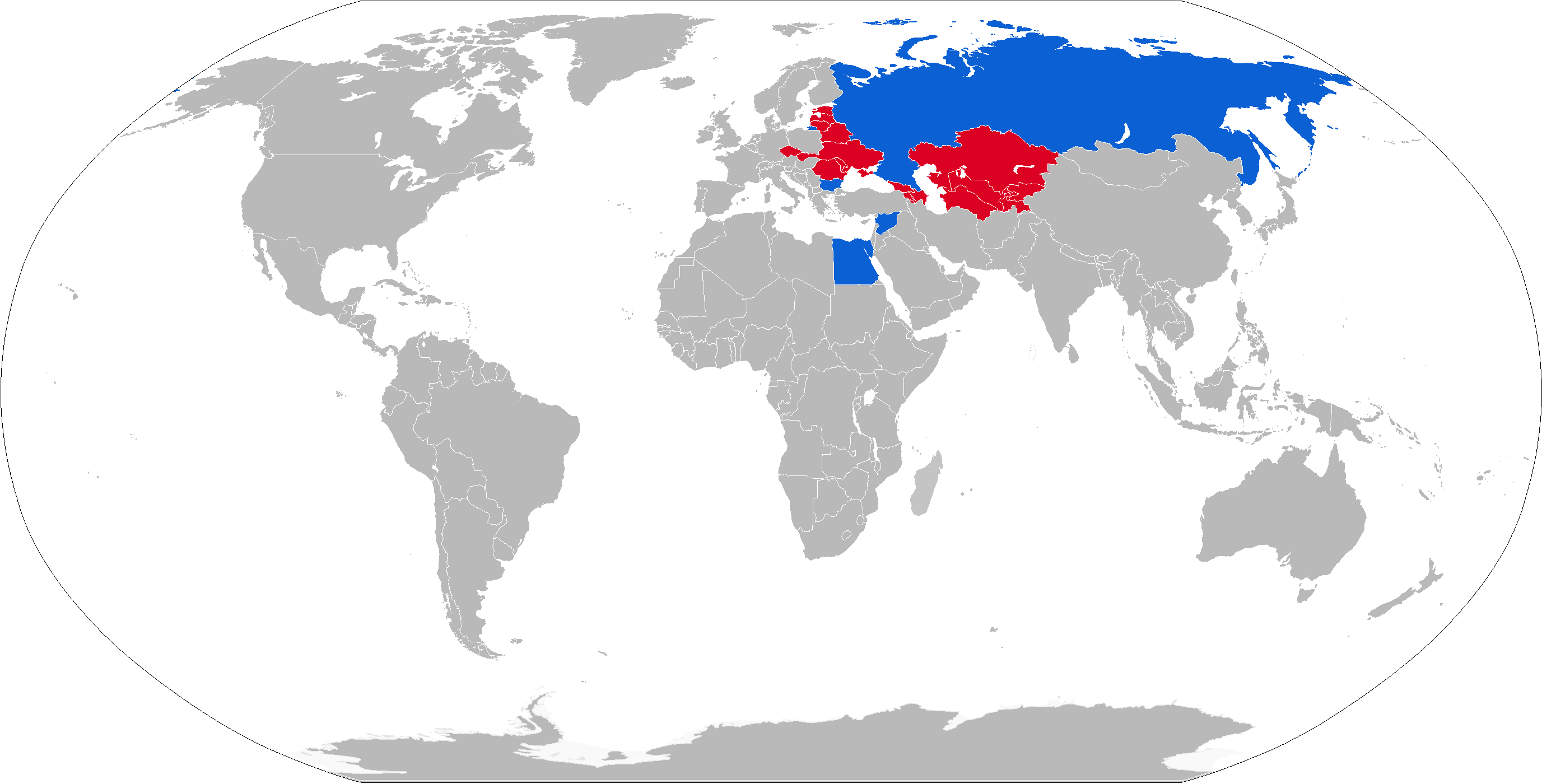
Carte avec les opérateurs M240 en bleu avec les anciens opérateurs en rouge

### Opérateurs actuels
- Russie
- Égypte – (24)
- Syrie – (10)
- Bulgarie
- Ukraine[14]

### Anciens opérateurs
- Tchécoslovaquie – seulement quatre véhicules 2S4 utilisés de 1985 à 1991[15].
- Roumanie – utilisé en petit nombre de 1953 à 1995[16].
- Union soviétique – transmis à la Russie.
- Lebanese Forces – avaient un mortier qu'ils ont saisi à l'OLP en 1982. Ils ont également reçu trois mortiers d'Irak en 1988.
- People's Liberation Army (Lebanon) – a reçu un petit nombre de mortiers de Libye ou de Syrie dans les années 1980.